# Elif Batuman
Elif Batuman, född 7 juni 1977 i New York City, USA, är en amerikansk författare, journalist och akademiker med turkiska föräldrar. Batuman växte upp i New Jersey, studerade  Harvard och doktorerade vid Stanford University på en avhandling om jämförande litteratur. Sedan 2010 skriver hon för The New Yorker